# Ahkal Mo' Naahb II
Ahkal Mo' Naahb II (3 settembre 523 – 23 luglio 570) è stato un ajaw della città-stato Maya di Palenque; regnò dal 4 maggio 565 fino alla sua morte. Era nipote di Ahkal Mo' Naahb I e probabilmente fratello di K'an B'alam I.